# Dayton Open 1976
Il Dayton Open 1976 è stato un torneo di tennis giocato sul sintetico indoor. È stata la 2ª edizione del Dayton Open, che fa parte del Commercial Union Assurance Grand Prix 1976. Si è giocato a Dayton negli Stati Uniti, dal 2 all'8 febbraio 1976.

## Campioni

### Singolare
Jaime Fillol ha battuto in finale  Andrew Pattison con il punteggio di 7–5 6–7 6–4

### Doppio
Ray Ruffels /  Sherwood Stewart hanno battuto in finale  Jaime Fillol /  Charlie Pasarell con il punteggio di 6–2, 3–6, 7–5